# بونيتو، باهيا
بونيتو بلدية في ولاية باهيا في المنطقة الشمالية الشرقية من البرازيل.